# Андрушёвский маслосыродельный завод
Андрушёвский маслосыродельный завод — предприятие пищевой промышленности в городе Андрушёвка Андрушёвского района Житомирской области Украины.

## История
Маслодельный завод в посёлке городского типа Андрушёвка был построен в соответствии с восьмым пятилетним планом развития народного хозяйства СССР и введён в эксплуатацию в конце 1960-х годов.
В дальнейшем, в связи с расширением ассортимента выпускаемой продукции предприятие было преобразовано в маслосыродельный завод. Основной продукцией завода в 1970-е - 1980-е годы стали сыры.
В целом, в советское время маслосырзавод входил в число крупнейших предприятий города.
Вместе с 6 другими маслозаводами, 7 молочными заводами и 5 другими маслосыродельными и сыродельными предприятиями области и обеспечивающими их деятельность ремонтно-механическими мастерскими) завод входил в состав Житомирского производственного объединения молочной промышленности.
После провозглашения независимости Украины завод был передан в коммунальную собственность Житомирской области. В мае 1995 года Кабинет министров Украины утвердил решение о приватизации завода. В дальнейшем, государственное предприятие было преобразовано в открытое акционерное общество.
В 2000 году завод перешёл в собственность группы компаний "Альянс", позже был реорганизован в общество с ограниченной ответственностью.
В августе 2010 года Антимонопольный комитет Украины обязал 12 производителей спредов (в том числе, Андрушевский маслосырзавод) прекратить недобросовестную конкуренцию при маркировке продукции, путем указания четкой и полной информации на упаковках выпускаемого спреда о содержании в нём растительных жиров.
По состоянию на начало 2012 года завод являлся одним из двух крупнейших производителей спредов и жировых смесей на территории Украины.

## Деятельность
По данным официального интернет-сайта предприятия, по состоянию на начало 2020 года завод является одним из крупнейших предприятий молочной промышленности на территории Украины: производственные мощности завода обеспечивают возможность переработки до 250 тонн молока в сутки, производства до 100 тонн сливочного масла в сутки.
Предприятие производит сливочное масло, спреды, твёрдые сыры нескольких наименований ("Российский", "Эдам" и др.), рассольный сыр "Моцарелла", сухое обезжиренное молоко, сухую молочную сыворотку (фасованную в 25-килограммовые мешки с полиэтиленовыми вкладышами), технический казеин.
Имеет собственные торговые  марки ТМ "Золотава", ТМ "АМСЗ", ТМ "Молочна Мрія", ТМ "Андрушівське".  Архивная копия от 31 января 2020 на Wayback Machine